# Wipeout (serie)
Wipeout (comúnmente estilizado como wipEout o WipEout) es una serie de videojuegos de carreras antigravitacionales futuristas desarrollados por Sony Studio Liverpool (anteriormente conocido como Psygnosis).
La serie es conocida por su juego de ritmo rápido, diseño visual en 3D que se ejecuta en la resolución completa de la consola del juego y su asociación con electronic dance music (principalmente techno y trance), así como su colaboración continua con artistas electrónicos (The Chemical Brothers , Leftfield, CoLD SToRAGE, Kraftwerk, Orbital, DJ Fresh, Noisia y otros). La serie es notable por su identidad distintiva de diseño gráfico, proporcionada por The Designers Republic para los primeros tres juegos.
El concepto de Wipeout se discutió por primera vez durante una conversación en un pub, cuando un miembro del personal de Psygnosis, Jim Bowers, imaginó la idea de crear un juego de carreras futurista que presentara naves antigravedad. Algunos elementos del juego se inspiraron en Matrix Marauders, un juego de Amiga lanzado por el estudio Liverpudlian en 1990. Apareció una versión beta de Wipeout en la película de culto Hackers, en la que los protagonistas jugaban el juego en un club nocturno. La aparición del juego en la película llevó a Sony a comprar el estudio en los siguientes meses después de su lanzamiento.
La franquicia de Wipeout ha sido bien recibida por los críticos, con Wipeout 2097, en particular, como uno de los mejores juegos de PlayStation. Wipeout 2048 fue el último juego desarrollado por Studio Liverpool antes de su cierre en agosto de 2012. La serie fue revivida posteriormente, con Wipeout Omega Collection lanzada en 2017.

## Jugabilidad
Los juegos Wipeout son una serie de carreras futuristas que involucran a jugadores que pilotan naves antigravitacionales a través de varias formas de carreras. La serie es conocida por su velocidad extrema, variedad de bandas sonoras de electronic dance music y dificultad consiguiente.
Los potenciadores vienen en forma de armamento ofensivo o defensivo, desde ametralladoras, misiles, minas y cohetes hasta escudos de energía, pilotos automáticos y turbo. Estos potenciadores generalmente se recolectan volando sobre plataformas de colores en forma de X en pistas de carreras. Las almohadillas de velocidad con forma de Chevron también se destacan en las pistas de carreras: una vez sobrevoladas, la nave del jugador recibe un impulso momentáneo.
Cada nave que aparece en un juego es propiedad de un equipo de carreras diferente, aunque el número de equipos y naves variará a lo largo de los juegos. Cada nave tiene diferentes características: por ejemplo, los barcos variarán en manejo, empuje, velocidad máxima, fuerza de escudo y ocasionalmente potencia de fuego. Cada nave está equipada con un escudo obligatorio que absorbe el daño sufrido durante una carrera; la energía se pierde cuando la nave del jugador choca o es golpeado por armas de fuego. Si el daño es sostenido después del agotamiento del escudo, la nave en cuestión explotará y el piloto se eliminará de la carrera.
Los modos de campaña de los juegos suelen consistir en carreras individuales, contrarreloj y torneos.
- Las carreras individuales estándar implican que el jugador compita contra oponentes para terminar primero y ganar una medalla de oro. Dado que la puntuación se basa en el podio, las medallas de plata y bronce se otorgan por el segundo y tercer lugar, respectivamente.[19][20]
- Los torneos suelen contener cuatro u ocho carreras individuales cada uno; Los puntos se anotan según la posición de cada carrera, y el piloto que acumula más puntos gana.[21]
- Las pruebas de tiempo y las vueltas de velocidad hacen que el jugador obtenga el tiempo más rápido en una pista, ya sea en un número predeterminado de vueltas o en una vuelta individual, respectivamente.[22][23]
- El modo "Zone" se ha presentado en todos los juegos desde Wipeout Fusion y gira en torno a la supervivencia, ya que el jugador acelera automáticamente a velocidades extremas. El modo solo terminará con la destrucción de la nave del jugador.[19][24][25][26]
- El modo "Eliminator" se introdujo en Wipeout 3 y se centra alrededor de pilotos que ganan puntos por dañar competidores y completar vueltas.[27][28]
- El modo "Combat" es una ligera variación de Eliminator y aparece solo en Wipeout 2048. La diferencia entre los dos es que en Combat, la energía se restaura a través de la absorción del objeto en lugar de completar una vuelta.

## Juegos
| Título                   | Lanzamiento | Plataforma original | Ports                                                               | Notas |
| ------------------------ | ----------- | ------------------- | ------------------------------------------------------------------- | --- |
| Wipeout                  | 1995        | -                   | PlayStation, Sega Saturn, PC y PlayStation Network (para PS3 y PSP) | Primer juego de la serie Wipeout. |
| Wipeout 2097             | 1996        | -                   | PlayStation, Windows, Sega Saturn, WarpOS, Mac OS, Amiga            | Secuela del primer Wipeout. |
| Wipeout 64               | 1998        | -                   | Nintendo 64                                                         | Tercer videojuego de la serie Wipeout y el único para Nintendo 64. |
| Wipeout 3                | 1999        | PlayStation         | PlayStation                                                         | Cuarto videojuego de la serie Wipeout. |
| Wipeout Fusion           | 2002        | -                   | PlayStation 2                                                       | Quinto videojuego de la serie. |
| Wipeout Pure             | 2005        | -                   | PSP                                                                 | Sexta entrega de la serie Wipeout y el primero para una videoconsola portátil.                                                                                                   |
| Wipeout Pulse            | 2007        | -                   | PSP, PlayStation 2                                                  | Séptima entrega de la serie, también para PSP. |
| Wipeout HD               | 2008        | -                   | PlayStation 3                                                       | Octava entrega de la serie. |
| Wipeout 2048             | 2012        | -                   | PlayStation Vita                                                    | Noveno videojuego de la serie Wipeout. Precuela del primer juego de la serie y el último desarrollado por Studio Liverpool (anteriormente Psygnosis) antes de su cierre en 2012. |
| Wipeout Omega Collection | 2017        | -                   | PlayStation 4                                                       | Es una colección remasterizada en 4K y HDR de Wipeout 2048 y Wipeout HD. |

### Wipeout
Wipeout (estilizado como wipEout ") es un videojuego de carreras futurista desarrollado y publicado por Psygnosis. Es el primer juego de la serie y se lanzó originalmente para PlayStation y PC con MS-DOS en 1995 y para Sega Saturn. el año siguiente. También fue un título de lanzamiento para la PlayStation en Europa y América del Norte. En el año 2052, los jugadores compiten en la liga de carreras antigravitacionales F3600, pilotando una de las selecciones de embarcaciones en carreras en varias pistas diferentes en el mundo.
Único en su momento por su ambiente futurista, Wipeout contó con la música de reconocidos artistas tecno como CoLD SToRAGE, Leftfield, The Chemical Brothers y Orbital. Una versión prototipo del juego apareció en la película de culto adolescente Hackers (1995), en la que ambos protagonistas jugaban el juego en un club nocturno. Una campaña de marketing creada y lanzada por Keith Hopwood y el estudio de diseño gráfico The Designers Republic incluyó un afamado póster promocional en el que aparece una DJ de Radio 1, Sara Cox, que fue especulada por algunos representantes de una sobredosis de drogas.

### Wipeout 2097
Wipeout 2097 (estilizado wipE'out"2097; lanzado como Wipeout XL en América del Norte) es el segundo juego de la franquicia y es una secuela directa del juego original. Se lanzó por primera vez en todo el mundo en 1996 para la PlayStation y para la Sega Saturn en el año siguiente. Ambientado en el año 2097, el juego gira en torno a jugadores que compiten en la liga de carreras antigravitacionales F5000. El juego se dio a conocer al público en forma de una demostración pre-alfa en la Electronic Entertainment Expo en mayo de 1996. La música se grabó principalmente en el equipo de música interno de Psygnosis, CoLD SToRAGE, para versiones lanzadas fuera de PlayStation.

### Wipeout 64
Wipeout 64 es la tercera entrega de la serie y es el único título de Wipeout que no se lanzará en una consola de Sony. Fue lanzado exclusivamente para la Nintendo 64 en noviembre de 1998 para América del Norte, y más tarde en 1999 para Europa. El juego se desarrolla un año después de los eventos de Wipeout 2097 y comparte la misma liga de carreras antigravedad.
Wipeout 64 reutiliza la mayoría de las pistas de carreras que aparecen en los juegos anteriores, aunque con diseños duplicados y diferentes ubicaciones.

### Wipeout 3
Wipeout 3 (estilizado como wip3out en Europa y Japón) es el cuarto título de la franquicia y se lanzó por primera vez en septiembre de 1999 para la PlayStation, donde los jugadores compiten en la liga F7200. Una edición mejorada titulada Wipeout 3 Special Edition se lanzó exclusivamente en Europa el 14 de julio de 2000; presentando cambios menores en el juego, como la física de diferentes embarcaciones, la carga automática de partidas guardadas y las correcciones de errores de inteligencia artificial. Al igual que con los dos primeros juegos, Psygnosis una vez más contrató a The Designers Republic para ayudar en el desarrollo. La compañía con sede en Sheffield, conocida por sus portadas de álbumes de techno underground, proporcionó "golosinas visuales" a los gráficos de Wipeout 3, diseñando los íconos, carteles y combinaciones de colores del juego.
El juego también contó con música de Propellerheads, y con The Chemical Brothers y Orbital, que regresaron del primer Wipeout. Psygnosis seleccionó a DJ Sasha para servir como el director musical del juego.

### Wipeout Fusion
Wipeout Fusion (estilizada como wipEout fusion) es la quinta entrega de la serie y se lanzó por primera vez en PlayStation 2 en 2002. El juego fue el primero en ser desarrollado por el recientemente renombrado Sony Studio Liverpool. Se establece en el año 2160 y gira en torno a jugadores que compiten en la corrupta liga de carreras anti-gravedad F9000. Después del éxito de los juegos anteriores, el equipo de desarrollo quiso apuntar a Wipeout Fusion a una "multitud más vieja y sabia", destacándola de la serie F-Zero, con la que algunos críticos la habían comparado a menudo.

### Wipeout Pure
Wipeout Pure (estilizado como wipE'out pure) es el sexto juego de la serie y se lanzó simultáneamente con el lanzamiento de la PlayStation Portable en 2005. El juego tiene lugar en el año 2197, exactamente 100 años después de Wipeout 2097, y se centra en Jugadores que compiten en la liga de carreras antigravitacionales FX300.
El desarrollo del juego comenzó en agosto de 2003 y duró hasta principios de 2005. A lo largo de la producción, el estudio Liverpudlian creó nuevas interfaces de usuario y otros algoritmos que ayudaron a acelerar el proceso de desarrollo a tiempo para el lanzamiento de la PlayStation Portable. El juego fue notable por mostrar las capacidades gráficas de la PlayStation Portable, y marcó la primera vez que un juego Wipeout presentó contenido descargable, un aspecto que tenía el potencial de atraer más ingresos para Studio Liverpool.

### Wipeout Pulse
Wipeout Pulse (estilizado como wipEout pulse) es la séptima entrega y se lanzó por primera vez para PlayStation Portable en 2007. Un puerto para PlayStation 2 se lanzó exclusivamente en Europa en junio de 2009, con gráficos mejorados y todo el contenido descargable del juego. El juego se lleva a cabo un año después de los eventos de Wipeout Pure y los jugadores compiten en la liga de carreras antigravedad FX400. El desarrollo del juego se centró en centrarse en los comentarios dejados por los fanáticos en el juego anterior, con muchos fanáticos quejándose de la dificultad de Wipeout Pure, lo que llevó a Studio Liverpool a mejorar aspectos en los que pensaron que habían fallado. El juego cuenta con dieciséis canciones con licencia de artistas de techno, incluyendo Kraftwerk, DJ Fresh y Skream.

### Wipeout HD
Wipeout HD (estilizado como WipEout HD) es el octavo título de la franquicia y el primero que se lanzó en PlayStation Network en todo el mundo en 2008, aunque una versión comercial se lanzó más tarde en exclusiva en Europa el próximo año. Un importante paquete de expansión titulado Wipeout HD Fury fue lanzado en todo el mundo a través de PlayStation Network en julio de 2009. Esta vez, los jugadores compiten en la liga de carreras antigravitacionales FX350, establecida un año antes de la liga FX400, con un puñado de pistas de carreras de Wipeout Pure y Wipeout Pulse (aunque todo el contenido se ha actualizado para mostrar imágenes de 1080p en 60 cuadros por segundo).
Según el director del juego, el equipo tomó la decisión de lanzar el juego como un título exclusivo de PlayStation Store antes del desarrollo para enfatizar que el contenido descargable no tenía que centrarse en "juegos pequeños". Fury, el paquete de expansión de Wipeout HD, recibió controversia sobre su publicidad en el juego, con muchos jugadores quejándose de los tiempos de carga extendidos, así como la consternación sobre la adición retroactiva de publicidad en un juego que ya había sido pagado. Los anuncios se eliminaron poco después de que los jugadores presentaran varias quejas. El juego también fue elegido como una oferta gratuita de PlayStation Store como parte del programa "Welcome Back" de Sony debido a la interrupción de la PlayStation Network en 2011.

### Wipeout 2048
Wipeout 2048 es el noveno de la serie y el último que desarrolló Studio Liverpool antes de su cierre en el agosto de 2012. El juego fue lanzado como un título de lanzamiento para PlayStation Vita a principios de 2012 y se centra en jugadores que compiten en Campeonatos de carreras antigravedad. Se establece en el año 2048 y actúa como una precuela del primer juego de Wipeout. Wipeout 2048 se desarrolló junto con la consola PlayStation Vita y actuó como un "banco de pruebas" para el dispositivo. Cuando el personal del estudio Liverpudlian recibió kits de desarrollo para lo que luego se denominó un "portátil de última generación", se creó un grupo dentro del equipo para intercambiar ideas. Entre ellos se incluye la propuesta de un dispositivo de pantalla táctil, que aún no había sido concebido por Sony en ese momento, y dos sticks analógicos: ambas características finalmente llegaron a la consola.

### Wipeout Omega Collection
Wipeout Omega Collection (estilizado como WipE'out" OMEGA COLLECTION) es un remaster de los dos títulos anteriores de la serie Wipeout: Wipeout HD (con su expansión Wipeout HD Fury) y Wipeout 2048. Wipeout HD contenía contenido de Wipeout Pure y Wipeout Pulse. El juego fue desarrollado por Clever Beans, EPOS Game Studios y XDev. Wipeout Omega Collection se anunció en diciembre de 2016 y se lanzó en junio de 2017. Fue diseñado para funcionar a 1080p en la PlayStation 4 y 4K en la PlayStation 4 Pro, ambas a 60 fotogramas por segundo.

## Desarrollo
Todos los juegos de la franquicia Wipeout fueron desarrollados por Sony Studio Liverpool. La conceptualización de Wipeout giró en torno a la idea del diseñador de Psygnosis Nick Burcombe de crear un juego de carreras con los mismos tipos de vehículos antigravedad de su experiencia con Powerdrome, un título primero lanzado en el Atari ST en 1988. Los diseños de vehículos futuristas del juego se basaron en Matrix Marauders, un juego de estrategia basado en cuadrícula Amiga 3D de 1994, cuyo concepto fue desarrollado por su compañero de Psygnosis Jim Bowers. El nombre "Wipeout" se decidió durante una conversación en un pub, y se inspiró en la canción instrumental Wipe Out de The Surfaris.
Después de que apareció la versión beta de Wipeout en la película de culto Hackers, Sony expresó interés en Psygnosis basándose en el "trabajo impresionante" que habían producido con gráficos en 3D. En septiembre de 1995, Sony compró la empresa con sede en Liverpool en su totalidad. El desarrollo posterior de Wipeout 2097 abarcó siete meses, y se organizó una gira en un club nocturno junto con Red Bull para ayudar a anunciar el juego. Tanto el arte del juego, la marca en el juego y el empaque fueron hechos por The Designers Republic, con sede en Sheffield.
Para el desarrollo de Wipeout 3, Psygnosis una vez más contrató a The Designers Republic para ayudar en el desarrollo. El artista principal Nicky Westcott quería que el juego pareciera un "futuro creíble" para mantener una sensibilidad creíble. Wipeout 3 fue también el primer juego en beneficiarse de las palancas analógicas de la PlayStation, que se utilizaron para ofrecer un control más suave del oficio del jugador.
La preproducción de Wipeout Pure comenzó en agosto de 2003 y la producción total comenzó en octubre de ese año. El equipo recibió los kits de desarrollo de la próxima PlayStation Portable el año siguiente, y se le informó que Wipeout Pure iba a ser un título de lanzamiento para esa consola. Durante el desarrollo, Studio Liverpool creó interfaces de usuario y complementos personalizados para software de gráficos 3D por computadora completamente desde cero para ayudar a acelerar el proceso.
Wipeout HD se anunció por primera vez durante el E3 de 2007, y se reveló que era un título descargable. El director del juego, Tony Buckley, dijo en una entrevista retrospectiva que el estudio tomó la decisión de lanzar el juego como un título exclusivo de PlayStation Store antes del desarrollo. Hubo un retraso significativo cuando surgieron informes de que el Modo de zona del juego había fallado las pruebas de epilepsia, y que tendría que ser rediseñado antes de que pudiera ser lanzado.
Wipeout 2048 se desarrolló en paralelo con la propia PlayStation Vita y actuó como un "banco de pruebas" para la consola. El desarrollo del juego influyó en el diseño de la propia consola; El personal del estudio Liverpudlian fue enviado para intercambiar ideas con la alta gerencia de Sony. Entre estas ideas se incluye la propuesta de un dispositivo de pantalla táctil, que aún no estaba concebido en ese momento, así como la inclusión de dos palos.
El 8 de agosto de 2012, Sony cerró oficialmente Studio Liverpool como parte de un esfuerzo por centrarse en planes de inversión alternativos. En el momento de su cierre, el estudio estaba trabajando en un futuro título de Wipeout para la PlayStation 4, que se informó estuvo en desarrollo durante 12 a 18 meses.

## Recepción
| Videojuego               | GameRankings | Metacritic |
| ------------------------ | ------------ | ---------- |
| Wipeout                  | 90%          | -          |
| Wipeout 2097             | 95%          | 93%        |
| Wipeout 64               | 86%          | 84%        |
| Wipeout 3                | 87%          | 89%        |
| Wipeout Fusion           | 84%          | 83%        |
| Wipeout Pure             | 88%          | 88%        |
| Wipeout Pulse            | 84%          | 82%        |
| Wipeout HD               | 91%          | 89%        |
| Wipeout 2048             | 80%          | 79%        |
| Wipeout Omega Collection | 87%          | 85%        |

La serie Wipeout ha sido bien recibida por la crítica. Su juego de ritmo rápido, imágenes de alta calidad y bandas sonoras de techno prominentes se han citado como sellos distintivos de la serie. De acuerdo con los agregadores GameRankings y Metacritic, el juego con la calificación más alta en la serie es Wipeout 2097, mientras que el puntaje más bajo es Wipeout 2048. Tras su lanzamiento, el primer juego de Wipeout fue ampliamente elogiado por su banda sonora electrónica, originalidad y visuales excepcionales; sin embargo, un crítico en ese momento cuestionó su longevidad y potencial para mantener una larga vida útil en comparación con el Super Mario Kart. En retrospectiva, Wipeout fue descrito como sinónimo del hardware de juego debut de Sony y como un escaparate temprano para gráficos 3D en juegos de consola. El juego también aumentó la conciencia de la comunidad del techno underground en Inglaterra, ya que fue uno de los primeros juegos que incluyó música con licencia.
La segunda entrega de la serie, Wipeout 2097, fue lanzada con gran éxito de crítica. Los revisores elogiaron unánimemente su innovación, gráficos y una mezcla única de música techno. IGN lo clasificó como el 13º mejor juego de PlayStation de todos los tiempos en 2002, y The Official PlayStation Magazine lo nombró como el quinto mejor en 1997. Además, Wipeout 2097 también se ubica como el cuarto mejor juego de PlayStation de todos los tiempos en GameRankings. Wipeout 64 recibió revisiones generalmente positivas, con algunos críticos que afirmaron que era un juego superior al F-Zero X en lo que respecta a gráficos, atmósfera y diseño de pistas, aunque otros notaron que no alcanzó los estándares de su predecesor, Wipeout 2097.
La cuarta entrega de la serie, Wipeout 3, fue recibida positivamente en el momento del lanzamiento; los críticos elogiaron los gráficos, el juego de ritmo rápido y la música, aunque muchas críticas consideraron que la pronunciada curva de aprendizaje del juego fue una falla importante. Wipeout Fusion fue recibido más negativamente por los críticos; los gráficos recibieron respuestas mixtas, y un crítico dijo que parecía un "juego PS2 de primera generación", a pesar de que otros opinaron que las imágenes habían mejorado en todos sus predecesores. En el momento del lanzamiento de Wipeout Fusion en 2001, los críticos reconocieron el hecho de que la música tecno era una parte integral de la serie.
Wipeout Pure y Wipeout Pulse recibieron críticas muy positivas al momento de su publicación, y los críticos elogiaron sus efectos visuales, la atención al detalle y el diseño de las pistas. Wipeout HD, junto con su paquete de expansión Fury, también recibió críticas muy positivas, y muchos críticos estuvieron de acuerdo en que ofreció la mejor representación visual de cualquier juego de Wipeout debido a que se elevó a 1080p y se representó en 60 cuadros por segundo. Fue nominado para la categoría de "Logros sobresalientes en diseño de sonido" en la 12a. Edición de los premios Interactive Achievement Awards y también fue nominado en la categoría de carreras para la 28a entrega de los Golden Joystick Awards. La última entrega de la franquicia desarrollada por Studio Liverpool, Wipeout 2048, recibió críticas generalmente positivas a pesar de ser el juego con la clasificación más baja en general. Los críticos elogiaron los gráficos y las imágenes, y también lo consideraron un escaparate de la potencia de PlayStation Vita.